# Night Lovell
Шермар Пол (англ. Shermar Paul, 29 травня 1997, Оттава, Канада), також відомий як Night Lovell — канадський репер і продюсер з Оттави, основний його жанр це хіп-хоп та клауд-реп. Раніше був відомий під псевдонімом KLNV.
Станом на 2021 рік, Night Lovell має 650 мільйонів загальних прослуховувань на Spotify.

## Біографія
Народився 29 травня 1997 року в Оттаві. 
Ловел виріс слухаючи треки Jay-Z, The Notorious B.I.G., Wiz Khalifa і AC/DC. 
На додаток до своєї музичної кар'єри, Шермар також знайшов успіх як спортсмен. Протягом навчання у старшій школі імені святого Павла, Шермар був відомий за свою участь у спринтах на 100 і 200 метрів. Його особистий рекорд для обох спринтів був встановлений в 2014 році, коли він досяг відмітки у часі 10.73 і 21.76 відповідно. Протягом цього ж року він вийшов у Фінал Б на 200-метровому спринті на Олімпійських іграх у Нанкіні. 
Його реп-кар'єра почалась восени 2014 року, коли молодий хлопець з Канади, раніше відомий у колах молоді, як бітмейкер "KLNV", випустив свій перший альбом, під назвою "Concept Vague". Night Lovell - це образ нерозгаданої таємниці. Дослівно в перекладі з англійської, "Concept Vague" - це "розпливчата, невизначена концепція", і тому ця назва, як ніщо інше підходить до альбому. 
Тексти Ловела наповнені метафорами про природу, холод та повсякденне життя. У своїх текстах, артист часто виражає якусь злість, яка більше схожа на холодну апатію, ніж агресивну ненависть.

## Дискографія

### Альбоми
- 2014 — Concept Vague
- 2016 — Red Teenage Melody
- 2019 — GOODNIGHT LOVELL
- 2021 — Just Say You Don't Care
- 2023 — I HOPE YOU'RE HAPPY

### Сингли
- 2014 — Dark Light
- 2014 — Deira City Centre
- 2014 — Off Air
- 2014 — Beneath
- 2015 — Still Cold/Pathway Private
- 2015 — Give Me The Keys (за участі Dylan Brady)
- 2015 — Shaded Summers
- 2015 — Fraud
- 2016 — Louis V
- 2016 — Contraband
- 2017 — Whoever U Are
- 2017 — RIP Trust
- 2017 — Jamie's Sin
- 2018 — Joan of Arc (за участі $uicideboy$)
- 2019 — Bad Kid
- 2019 — Lethal Presence
- 2020 — I Heard You Were Looking For Me
- 2020 — Alone
- 2021 — Counting Down The List

## Інтерв'ю
1. "The Break Presents: Night Lovell - XXL". XXL Mag. Retrieved 24 March 2018.
2. https://web.archive.org/web/20190330122122/https://www.musicinsight.com.au/news/night-lovell-announces-first-ever-australian-nz-tour/